# Mazda CX-90
Mazda CX-90 — среднеразмерный кроссовер, выпускаемый японской автомобильной компанией Mazda с 2023 года. Автомобиль является преемником Mazda CX-9. Базируется на платформе Skyactiv Multi-Solution Scalable Architecture.
Впервые автомобиль был представлен 31 января 2023 года в Северной Америке. Также автомобиль поставляется в Австралию. По словам Джеффа Гайтона, президента и генерального директора североамериканского подразделения Mazda, модель CX-90 имеет комфортабельный салон, в отличие от предшественника.
Mazda CX-90 является первым автомобилем, оснащённым двигателем внутреннего сгорания с подключаемым модулем объёмом 3,3 литра. Детонационная стойкость топлива составляет 93.
Программное обеспечение помогает водителю аккуратно вести автомобиль.
Производство планируется с 2024 года.  

## Mazda CX-70
Mazda CX-70 - укороченная версия CX-90 без 3 ряда сидений.